# Michel Duveaux
Michel Duveaux (né en 1951) est un auteur de bande dessinée français. Assez inspiré par Jacques Tardi à ses débuts, il collabore à plusieurs périodiques de bande dessinée à partir de la fin des années 1970. À partir de 1988, il s'oriente vers la bande dessinée érotique, puis s'éloigne du milieu au début des années 1990.
Egalement peintre et cinéaste, il revient à la bande dessinée en 2013 avec Berthe, version BD de son film Berthe de Joux.

## Publications

### Les Chroniques provinciales
- L'affaire Fourneaux, Glénat, 1981.
- Faux mouvements, Glénat, 1982.
- Dakota 358, Glénat, 1983.
- Beyrouth, Glénat, 1984.

### Publications érotiques
- Les vices d'Omphale CAP, 1980.
- Messaline - Les fêtes du Palatin, Albin Michel, 1987.
- Caligula, CAP, 1993.

### Autres albums
- Pierrot le fou, Glénat, 1980.
- Prélude, Goupil, 1984.
- Fugue - Marie Beaumont, scénario de Alain Demouzon, Dargaud, 1987.
- Berthe, SCUP-La Déviation, 2013.

## Cinéma

### Long métrage
- Berthe de Joux, avec Charlotte Valandrey, Feodor Atkine et Philippe Vuillemin, 1991.

### Courts métrages
- Opéra night, avec Philippe Vuillemin.
- Sardanapale.
- Chambre 43.